# Dios no está muerto (película)
Dios no está muerto es una película estadounidense de drama cristiano dirigida por Harold Cronk y protagonizada por Kevin Sorbo, Shane Harper, David A. R. White y Dean Cain. Fue estrenada el 21 de marzo de 2014 en Estados Unidos por Pure Flix Entertainment.
Escrita por Cary Solomon y Chuck Konzelman, basada también en el libro God's not dead: evidence for God in an age of uncertainty de Rice Brooks, la trama de la película relata los esfuerzos del estudiante Josh Wheaton (Harper) por probar la existencia de Dios en su clase de filosofía, la cual es enseñada por su profesor ateo llamado Jeffery Radisson (Sorbo), quien declara a Dios como una ficción pre-científica.
La película presenta la narrativa evangélica de la persecución a los cristianos en los Estados Unidos, específicamente el tropo de las universidades como "fábricas de Ateísmo". La película fue criticada por usar falacias del espantapájaros y estereotipos comunes de ateos.
En 2014, un profesor asociado de Georgia Southern University fue sometido a investigación por conceder créditos adicionales a los estudiantes que vieron la película.
Una secuela, Dios no está muerto 2, se estrenó el 1 de abril de 2016, mientras que Dios no está muerto 3 se estrenó en el año 2018.

## Argumento
Josh Wheaton (Shane Harper), un estudiante cristiano, se inscribe a una clase de filosofía impartida por el profesor Jeffrey Radisson (Kevin Sorbo), un ateo que exige que si sus estudiantes desean obtener una calificación aprobatoria, firmen una declaración de que Dios está muerto. Josh es el único estudiante en la clase que se niega a firmar, por lo que Radisson le obliga a debatir el tema con él, frente a toda la clase, que tomará la decisión de quién gana el debate.
Radisson da a Josh veinte minutos al final de las tres primeras sesiones de conferencias para argumentar que Dios existe. En los dos primeros debates, Radisson refuta todos los argumentos de Josh. La novia de Josh, Kara (Cassidy Gifford) rompe con él, temiendo que Radisson ponga en peligro su futuro académico. En última instancia, todo se reduce a la tercera y última discusión entre Radisson y Josh, en que de nuevo ambos presentan puntos convincentes. Sin embargo, Josh detiene su línea de debate para plantear una pregunta a Radisson: «¿Por qué odia a Dios?». Josh repite la pregunta varias veces hasta hacer que Radisson estalle de rabia, y responda que odia a Dios porque a pesar de que él le oraba a Dios, este permitió que su madre muriera. Josh le pregunta a Radisson: «¿Cómo puede odiar a Dios si Dios no existe?». Al final, Martin (Paul Kwo), un estudiante de intercambio chino cuyo padre le había alentado a no convertirse al cristianismo, se levanta y dice: «Dios no está muerto». Casi toda la clase sigue el ejemplo de Martin, obligando a Radisson a salir del salón, derrotado.[cita requerida]
En el contexto de los debates se desarrollan algunas tramas periféricas. El profesor Radisson sale con Mina (Cory Oliver), una cristiana a la que a menudo menosprecia ante sus colegas ateos. Ella, al ver que Radisson no la valora, termina su relación con él. Mark (Dean Cain), el hermano de Mina, que es un empresario exitoso y ateo, se niega a visitar a su madre, que sufre de demencia. La novia de Mark, Amy (Trisha LaFache), es una bloguera izquierdista que escribe artículos críticos de Duck Dynasty. Cuando se le diagnostica cáncer, Mark la deja. Una estudiante islámica llamada Aisha (Hadeel Sittu) se convirtió secretamente al cristianismo durante un año, pero cuando su padre se entera, la repudia.
Después de su triunfo en el debate, Josh invita a Martin a asistir al concierto de la banda Newsboys, que está en la ciudad. Radisson lee una carta de su difunta madre, y decide buscar a Mina para pedirle disculpas. Encuentra en el periódico el anuncio del recital de la banda evangélica, y decide asistir. Amy (la novia de su hermano Mark) visita a los Newsboys en su camerino para enfrentarlos con su ateísmo, pero termina admitiendo que ella quiere llegar a conocer a Dios. Radisson en su camino para encontrar a Mina en el concierto, es atropellado por un automóvil y fatalmente herido. El pastor David (David A. R. White) y el pastor Jude (Benjamin Ochieng) lo encuentran y lo guían para aceptar a Jesús como su Salvador mientras muere. [cita requerida]Mark (el hermano de Mina) visita a su madre demente, solo para burlarse de ella. Ella revela que el éxito financiero de Mark le ha sido dado por Satanás, cuyo propósito es que él no se acerque a Dios.
Cuando la película termina, los Newsboys reproducen un videoclip del pastor evangélico Willie Robertson felicitando a Josh. Los Newsboys entonces le dedican a Josh su canción «God's not dead».

## Reparto
- Shane Harper (1993-) como el estudiante cristiano Josh Wheaton.
- Kevin Sorbo (1958-) como el profesor ateo Jeffrey Radisson.
- David A. R. White (1970-) como el pastor David.
- Willie y Korie Robertson como ellos mismos, pastores.
- Dean Cain (1966-) como Mark, hermano de Mina, ateo y exitoso.
- Trisha LaFache como Amy Ryan.
- Cory Oliver como Mina.
- Paul Kwo como Martin Yip.
- Benjamin Ochieng como el padre Jude.
- Cassidy Gifford como Kara.
- Hadeel Sittu como Aisha, musulmana convertida en cristiana.
- Marco Khan como Misrab, musulmán, padre de Aisha.
- Newsboys como ellos mismos.

## Inspiraciones
El guion de la película se inspiró en juicios relacionados con el lugar de la fe cristiana en las universidades y en el libro "Dios no está muerto: evidencia de Dios en una era de incertidumbre" publicado por la pastora Rice Broocks.

## Producción
La película fue filmada en Baton Rouge (Luisiana) entre octubre y noviembre de 2012. El concierto de Newsboys se filmó en Houston (Texas).

## Banda sonora
| N.º | Título                                                                    | Escritor(es)                                     | Duración         |  |
| 1.  | «Hold You Up» (Shane Harper)                                              | Shane Harper, Morgan Taylor Reid                 | 4:34             |  |
| 2.  | «Ones and Zeros» (Stellar Kart)                                           | Adam Agee, Nick Baumhardt                        | 4:18             |  |
| 3.  | «Save a Life» (Manic Drive)                                               | Shawn Cavallo, Michael Cavallo, Michele Cavallo  | 3:23pifh ecxpedo |  |
| 5.  | «The King Is Coming» (Newsboys)                                           | Jared Anderson, Seth Mosley                      | 4:46             |  |
| 6.  | «God's Not Dead (Like a Lion) [Movie Version]» (Newsboys feat. Kevin Max) | Daniel Bashta                                    | 4:19             |  |
| 7.  | «This Is the Time» (Superchick)                                           | Max Hsu, Matt Tally, Tricia Brock, Melissa Brock | 3:43             |  |
| 8.  | «Arrows» (Jimmy Needham)                                                  | Ed Cash, Jimmy Needham                           | 3:36             |  |
| 9.  | «Save Us» (JJ Weeks Band)                                                 | JJ Weeks, Scotty Wilbanks                        | 4:34             |  |
| 10. | «Excerpts From The Original Score» (Will Musser)                          | Will Musser                                      | 8:28             |  |

## Estreno
| País           | Fecha                              |
| -------------- | ---------------------------------- |
| Estados Unidos | Viernes, 21 de marzo de 2014       |
| Reino Unido    | Viernes, 18 de abril de 2014       |
| México         | Viernes, 25 de abril de 2014       |
| Perú           | Jueves, 19 de junio de 2014        |
| Brasil         | Jueves, 21 de agosto de 2014       |
| Filipinas      | Miércoles, 12 de noviembre de 2014 |
| Japón          | Sábado, 13 de diciembre de 2014    |
| Polonia        | Viernes, 6 de marzo de 2015        |
| Corea del Sur  | Jueves, 16 de abril de 2015        |
| Países Bajos   | Mayo de 2015                       |
| Portugal       | Jueves, 19 de noviembre de 2015    |
| Italia         | Jueves, 25 de febrero de 2016      |

## Recepción

### Taquilla
En su primer fin de semana, la película obtuvo U$D 8.6 millones de 780 salas de cine, haciendo que Adam Markovitz de Entertainment Weekly se refiriera a esta como "la mayor sorpresa del fin de semana".
La película comenzó su despliegue internacional en México, el 4 de abril de 2014, donde la película recaudó U$D 89.021 su primer fin de semana.[cita requerida]
God's Not Dead recaudó U$D 60,8 millones en América del Norte y U$D 1.9 millones en otros territorios para un total de U$D 62,6 millones, frente a un presupuesto de U$D 2 millones.

### Crítica
En Rotten Tomatoes la película tiene una calificación de 13%, basada en 24 reseñas. En Metacritic, la película tiene una puntuación de 16 sobre 100, basada en 6 reseñas, lo que indica una "aversión abrumadora".
Escribiendo para The A.V. Club, Todd VanDerWerff dio a la película una calificación "D-", indicando: "Incluso para los estándares más laxos de la industria del cine cristiano, God's Not Dead es un desastre. Es un preámbulo sin inspiración más allá de una variedad de cucos enfatiza-emails-Cristianos que se siente demasiado larga para tan sólo 113 minutos". El crítico Scott Foundas de la revista Variety escribió "... incluso una clasificación en una curva generosa, este melodrama estridente acerca de los esfuerzos insidiosos del sistema universitario de Estados Unidos para silenciar a los verdaderos creyentes en el campus, es tan sutil como una pila de Biblias cayendo sobre tu cabeza...."." Steve Pulaski de Influx Magazine, sin embargo, fue menos severo con la película, otorgándole una calificación C+, e indicando "God's Not Dead tiene problemas, muchos de ellos fáciles de detectar y muy molestos. Sin embargo, es sorprendentemente eficaz en términos de mensaje, actuación y comprensión, que son tres campos donde la cinematografía cristiana parece tener mayores dificultades".
Varias fuentes han citado similitudes de la película a una leyenda urbana popularizada. La premisa básica de un estudiante evangélico debatiendo ante un profesor ateo y ganando en frente de toda clase (que luego le aplaude) ha sido objeto de un chick track popularizado.

### Respuesta evangélica y católica
Las organizaciones y agrupaciones The Alliance Defending Freedom, American Heritage Girls, Faith Driven Consumer, Denison Forum on Truth and Culture, Trevecca Nazarene University, The Dove Foundation y Ratio Christi todos han respaldado la película.

Creo que los cristianos deben ir a ver esta película porque va a fortalecer su fe y ayudarles a preguntarse situaciones sobre la forma en que defienden o respaldan su fe. También les animará a compartir más su fe.
Alliance Defending Freedom 

David Hartline de The American Catholic dio a God's Not Dead una reseña positiva y esperaba que otras películas le siguieran. Nick Olszyk de Catholic World Report le dio su más alta calificación de cinco tambores, llamando a la película "una película tremendamente entretenida que conduce a Dios, no además de su calidad sino por su calidad". Vicent Funaro de The Christian Post elogió la película por ser "un éxito para los creyentes e incluso puede apelar a los escépticos en busca de respuestas".
El evangélico Michael Gerson, sin embargo, fue muy crítico con la película y su mensaje, escribiendo "El principal problema de God's Not Dead no es su cosmología o su ética, sino su antropología. Se supone que los seres humanos están hechos de cartón. Los académicos son arrogantes y crueles. Los blogueros liberales son preening y sarcásticos. Los incrédulos se niegan a creer, debido a los demonios personales. Es caracterización por caricatura". John Mulderig hizo eco de preocupaciones similares en su reseña para Catholic News Service, indicando: "... puede ser el núcleo de un intrigante documental enterrado dentro mazo de cartas marcadas del director Harold Cronk, dado el grado de hostilidad académica en la vida real hacia la religión. Pero incluso los espectadores llenos de fe detectaran la claustrofobia de la caja de resonancia dentro de la cual se desarrolla este filme en gran medida muy poco realista".
Por otro lado, el ministerio apologético creacionista de Young Earth, Answers in Genesis, no avalaron la película debido a la promoción de varios elementos que consideran "no bíblicos".

## Secuela
Pure Flix Entertainment produjo una secuela, God's Not Dead 2, con una fecha de estreno para el 1 de abril de 2016, varios días después de Pascua. El 30 de marzo de 2018 se estrenó una tercera película, God's Not Dead: A Light in Darkness. David A.R. White, Paul Kwo, Trisha LaFache y Benjamin Onyango repiten sus papeles en la segunda película. Sin embargo, en la tercera película, solo David A.R. White y Benjamin Onyango repiten sus papeles, con Shane Harper también repitiendo su papel como Josh Wheaton.
Al reseñar la primera y segunda película, el crítico profesional David Ehrlich caracterizó la franquicia y su tesis central como siendo parte del complejo de persecución cristiana:

Estas películas son propaganda fundamentalista dirigida a personas que están convencidas de que su religión está siendo atacada en este país solo porque no los exime de la Constitución. En un momento en que los crímenes de odio antisemitas están en aumento y Estados Unidos es abiertamente hostil hacia su propia comunidad musulmana (para no hablar de la actitud deshumanizadora de la administración Trump hacia los inmigrantes, las personas de color y la población LGBTQ), "God's Not Dead" sostiene que los cristianos blancos son las verdaderas víctimas aquí.
David Ehrlich